# Bastedalens Kinapark
Bastedalens Kinapark är en park söder om Hammar i Askersunds kommun.
Parken anlades 1961–1963 av Ebbe Johnson, som efter att han pensionerats som chefredaktör på Östgöta Correspondenten köpte Bastedalens herrgård av Inomeuropeisk mission som haft området som sommarhem för ungerska tonårspojkar. Byggmästare var Oscar Pettersson från Linköping. På platsen låg tidigare ett av dagbrotten vid Harge Bruk. Parken invigdes 1963 av landshövding Valter Åman.
I parken finns flera paviljonger i kinesisk stil. Det finns också små hus för stillhet och meditation. Många statyer i form av lejon, drakar och Buddhafigurer pryder parken. I parken har också anlagts flera dammar. De flesta växter i parken är från Kina; i parken växer rudbeckior, anemoner, klänghortensior och bambu samt vita och röda näckrosor. De röda näckrosorna i parken hämtades dock från Fagertärn i Tiveden. Flera gånger har parken ljussatts under det kinesiska nyåret.
1966 tillkom ett konstgalleri på platsen och senare även dräkt- och porslinsmuseet i Bastedalen. Det byggdes även en presentbod.
Parken har ägts av Ebbe Johnson 1963–1965, Tryggve Johnson 1965–1986 och Pia Stenströmer från 1986.